# Amedeo Fani
Amedeo Fani (Perugia, 9 febbraio 1891 – Perugia, 9 settembre 1974) è stato un politico, avvocato e pubblicista italiano, deputato (1925-43), sottosegretario agli Affari Esteri (1929-32) e questore della Camera dei Deputati (1934-43).

## Biografia

### Infanzia
Rimasto orfano di madre all'età di quattro anni, fu cresciuto dalla zia contessa Guglielmina Montesperelli. Frequentò prima la scuola elementare privata del maestro Polvani a Perugia, poi il ginnasio Cicognini di Prato ed infine il liceo Ennio Quirino Visconti a Roma, laureandosi poi in giurisprudenza sempre a Roma il 17 dicembre 1913 sotto il prof. Enrico Ferri. In gioventù attraversò numerose gravi malattie (tifo, polmonite doppia, endocardite e pericardite), culminate poi in una cisti di echinococco polmonare operata nel 1913 e nuovamente nel 1914 dal chirurgo Raffaele Bastianelli.
Attaccatissimo al padre Cesare (che lasciò un'impronta indelebile di valori ed esempio di vita sul figlio), lo accompagnò spesso nelle aule del parlamento e dei tribunali, nonché in alcuni viaggi all'estero in Francia, Svizzera e Turchia.

### Prima guerra mondiale
Rimasto nel frattempo orfano anche di padre, allo scoppio della Grande Guerra tentò più volte di arruolarsi, ma fu riformato ben cinque volte per inidoneità fisica a causa delle precedenti operazioni ai polmoni. Dopo aver collaborato all'Ufficio Notizie dal fronte e diretto per un breve periodo il giornale L'Unione Liberale di Perugia, nel 1917 riuscì a farsi arruolare volontario in artiglieria. Trasferito d'ufficio in un corso allievi ufficiali, fu infine destinato al Gruppo Osservatori d'Artiglieria della III Armata sotto il comando del maggiore Ederle. Partecipò volontario a numerose azioni anche con altri reparti, guadagnandosi nel 1918 una M.A.V.M. a Chiesanova sul Piave.
Finita la guerra, prestò servizio dal 1919 al 1920 al Comitato Interministeriale per la Sistemazione delle Industrie di Guerra, diretta dal sottosegretario Ettore Conti. Nello stesso periodo fu colpito nuovamente da una gravissima emorragia polmonare. Nel marzo 1920 venne smobilitato e riprese la libera professione di avvocato.

### Elezione in Parlamento
Già vicepresidente dell'Associazione Liberale Monarchica di Perugia e deputato provinciale, aderì al movimento dei Fasci italiani di combattimento, ma non alla sua trasformazione in P.N.F., iscrivendosi nel 1922 al Partito Liberale Italiano. Si candidò alle elezioni del 1924 nella lista nazionale bis e risultò il primo dei non eletti. Il 26 novembre 1925 fu nominato deputato in sostituzione dell'on. Aldo Netti, deceduto l'estate precedente.
Concentrò la sua attività parlamentare su temi di politica estera, con ripetuti interventi (1926, 1927 e 1928) alla Camera sull'importanza del posizionamento e dei rapporti dell'Italia sullo scacchiere internazionale. In questo stesso periodo, si occupò anche di emigrazione e fece diversi viaggi all'estero per conto dei Fasci italiani all'Estero in Sud America (Argentina, Brasile, Cile ed Uruguay - luglio-agosto 1927) ed in Africa (1927 e 1928).
Dal 1926 al 1929 fu anche Presidente dell'Ordine degli Avvocati di Perugia.

### Sottosegretario al Ministero degli Affari Esteri
Nel settembre 1929 Mussolini procedette ad un grande rimpasto di governo, cedendo otto dei nove ministeri che dirigeva. Con loro sorpresa, Dino Grandi ed e Amedeo Fani furono nominati ministro e sottosegretario di quello degli Affari Esteri.
Nel pieno dunque del periodo che Renzo De Felice definisce “Gli anni del consenso”, l’attività del ministero degli Affari Esteri dal 1929 al 1932 fu improntata a una intensa linea promotrice di pace e di relazioni internazionali.
In particolare, Amedeo Fani resse il ministero nelle frequentissime missioni all’estero del ministro Grandi (Gran Bretagna, Grecia, Polonia, Svizzera, Turchia e USA) e prese parte:
- al trattato di amicizia italo-austriaca (febbraio 1930)[6]; alla costruzione del trattato navale di Londra (22 aprile 1930); all’attuazione del Piano Young e numerosi trattati di commercio internazionale[7];
- alle visite di Autorità estere in Italia, tra cui il segretario generale della Società delle Nazioni Drummond (ottobre 1929); il cancelliere austriaco Schober (febbraio 1930); il primo ministro ungherese Bethlen (aprile 1930); il ministro degli esteri britannico Henderson (febbraio 1931); il segretario di Stato USA Stimson (luglio 1931); il primo ministro greco Venizelos (gennaio 1932); il primo ministro bulgaro Mushanov (febbraio 1932); il ministro degli esteri dell’Arabia Saudita Faisal (aprile 1932); il primo ministro turco Ismet (maggio 1932);
- agli aspetti diplomatico-organizzativi delle nozze del principe ereditario Umberto con la principessa Maria José del Belgio (Roma, 8 gennaio 1930) e della principessa Giovanna con lo zar Boris III di Bulgaria (Assisi, 25 ottobre 1930) – periodo questo in cui si svolsero gli unici matrimoni tra figli della corona italiana e case reali regnanti –; a quelli della morte della regina consorte di Svezia (Roma, 4 aprile 1930); al matrimonio allora definito “del secolo” tra Edda Mussolini e Galeazzo Ciano, inviato immediatamente dopo in Cina quale forte segnale di tutela degli interessi italiani (concessione di Tientsin) contro il crescente espansionismo nipponico.

Fu particolarmente coinvolto nel lavoro di distensione dei rapporti con la Santa Sede, irrigiditi nel 1931 per contrasti in merito all’educazione dei giovani e la chiusura delle sedi di Azione Cattolica. La vicenda si risolse e l’11 febbraio 1932, in occasione del terzo anniversario dei Patti Lateranensi, si svolse in gran pompa una visita di Stato - a cui prese parte - del Governo italiano a Pio XI.
In virtù della carica governativa ricoperta, fece parte della Commissione Suprema della Difesa e del Gran Consiglio del Fascismo.
Con il rimpasto di Governo del 1932 terminò il suo mandato da sottosegretario agli Affari Esteri. Gli furono offerte le nomine di ambasciatore a Bruxelles o a Varsavia, che però rifiutò per ritornare ad esercitare la libera professione forense.
In questo periodo, fece parte della sua segreteria particolare anche Fernando Mezzasoma.
Nel dicembre '32-gennaio '33 organizzò e presiedette per conto della Reale Società Geografica Italiana una grande crociera in India e Ceylon a bordo del transatlantico Conte Verde.

### Questore della Camera dei deputati ed altri incarichi
In seguito ad alcuni viaggi ufficiali in Polonia e in Germania e di piacere in India, dopo le elezioni del 1934 entrò a far parte dell’Ufficio di Presidenza della Camera di Deputati in qualità di questore, posizione che mantenne fino al 5 agosto 1943. In tale veste, fece tra le altre cose parte di numerose delegazioni ufficiali, comprese quelle di Mussolini in Germania nel 1937, di Vittorio Emanuele III in Libia nel 1938 ed in Spagna nel 1940.
Dal 1934 al 1939 fu vice presidente della Corporazione del Vetro e della Ceramica, carica che fu costretto a lasciare in seguito a contrasti personali sorti con l'allora segretario del P.N.F. Achille Starace.
Nel contempo, nel 1935 fu nominato presidente dell’Istituto Coloniale Italiano (poi Istituto Coloniale Fascista), avviando un intenso programma di ampliamento della base associativa. Con l’avvento dell’Impero, l’istituto fu maggiorato in Istituto dell’Africa Italiana e la presidenza affidata al presidente del Senato Luigi Federzoni, con il quale si avvicendò pochi anni dopo nuovamente alla presidenza dello stesso Istituto.
Nell’agosto del 1936, sempre per problemi legati ad emorragie polmonari, fu operato a Berlino dal chirurgo Ernst Ferdinand Sauerbruch.
Tra gli altri incarichi, fu anche:
- Componente del Consiglio Nazionale Forense presso il Ministero della Giustizia 1934-43[10];
- Componente del direttorio dell'Associazione nazionale dei Volontari di Guerra 1915-18;
- Consigliere nazionale dell'Istituto del Nastro Azzurro e consigliere della Corte Suprema d'Onore dello stesso Istituto.

### Seconda guerra mondiale
Non aderì alla Repubblica Sociale Italiana e fu denunciato al Tribunale Speciale Provinciale fascista di Perugia per tradimento dell'idea fascista. Il Prefetto RSI di Perugia Armando Rocchi spiccò contro di lui mandato di cattura, poi revocato per intercessione di Fernando Mezzasoma.
La sua casa di Perugia fu sequestrata prima da un comando delle S.S. per divenire poi, con il passare del fronte, sede di un tribunale militare alleato.

### Ritiro a vita privata
Nel 1946 fu sottoposto a processo in quanto esponente del passato regime ed assolto con formula piena. Profondamente legato all'istituzione della monarchia costituzionale e considerando ormai conclusa la sua personale vicenda politica, non aderì a numerosi inviti di candidatura elettorale, si ritirò dalla vita pubblica e riprese a lavorare come legale. Fece parte del collegio di difesa di Filippo Anfuso.
Aderì all'Unione Monarchica Italiana e fu membro dei direttivi della Consulta Monarchica, della Consulta dei Senatori del Regno (organo consultivo costituito durante l'esilio di Umberto II che spesso andò a visitare a Cascais ed altre località) e del Circolo Rex.
Fu, infine, membro del consiglio di amministrazione della Banca del Fucino e consigliere dell'Unione nazionale editoriale italiana.

## Scritti
Oltre a innumerevoli articoli su giornali e riviste:
- A. Fani, Il mio diario di guerra, Tipografia Commerciale, Perugia, 1924
- A. Fani (con lo pseudonimo Comandante Alberto Fieschi), Periplo d'Africa, Franco Campitelli Editore, Foligno, 1930
- A. Fani, India, misteri, tesori, armonie, Tipografia Leonardo da Vinci, Città di Castello, 1935
- A. Fani, Cesare Fani, 70 anni di vita politica italiana, Tipografia Porziuncola, Assisi, 1964
- C. Fani e C.R. Fani Ó Broin (a cura di), Amedeo Fani, Storia di una vita e di un ventennio, Volumnia Editrice, Perugia, 2007.

## Famiglia e discendenza
Figlio di Cesare (1844-1914) e di Iginia Rossi (1856-1895), si sposò ad Assisi il 27 luglio 1929 con Elvira Biancardi di Mantova, figlia del comm. Vittore (1877-1925), socio-amministratore della società Umbro-Marchigiana, e di Caterina Battistoni (1877-1966), da cui Cesare Fani (1931-2011), primario chirurgo emerito.
La sorella maggiore, Annetta Fani (1888-1921), si sposò con l'ing. Paolo Bensa (1875-1963) di Genova, figlio dell'insigne giurista prof. avv. Enrico Bensa (1848-1931);
Il fratello consanguineo, Angelo Fani (1873-1943, figlio di Cesare e della prima moglie Annetta Rotondi), fu anche lui avvocato, pubblicista, libero docente in diritto costituzionale, consigliere ed assessore di Perugia, presidente dell'Ordine degli Avvocati di Tripoli.